# Poland (album)
Poland - The Warsaw Concert è il quinto album dal vivo del gruppo musicale tedesco i Tangerine Dream, pubblicato nel 1984.

## I brani
Il concerto è diviso in quattro suite da venti minuti ciascuna, che a loro volta si suddividono in quattro parti.
Le sezioni più note sono le ultime due di Tangent che si intitolano rispettivamente Polish Dance (molto simile a Choronzon di Exit) e Rare Bird.
La parte iniziale di Barbakane è una versione embrionale di Pinnacles, brano di Edgar Froese da solista, mentre quella finale, intitolata Warsaw in the Sun, è stata pubblicata come singolo promozionale.

## Tracce

### Edizione LP in vinile, del 1984
1. Poland - 22:36
2. Tangent - 19:59
3. Barbakane - 18:04
4. Horizon - 21:10

### Ediz. in CD degli anni 1990-2003
1. Poland - 22:36
2. Barbakane - 13:53
3. Horizon - 21:10

### Ediz. in Cd del 2011 (1)
1. Poland - 22:36
2. Tangent - 19:59
3. Barbakane - 18:04
4. Horizon - 21:10

### Ediz. in Cd del 2011 (2)
1. Poland - 22:36
2. Tangent - 15:53
3. Rare Bird - 4:01
4. Barbakane - 18:04
5. Horizon - 21:10

## Formazione
- Edgar Froese – Yamaha DX 7 e YP 30, Jupiter 6 e 8, Prophet 5, PPG Wave 2.2, sequencer Pe Polyrhythmic e EEH CM 4, Pe Custom Trigger Selector, batteria elettronica DMX Oberheim, Publison DHM 89 B2 e KB 2000, Korg SDD 3000 Delay, chitarra elettrica, Roland SDE Midi/DCB Interface, Quantec Room Simulator, Canproduct Mixer.
- Christopher Franke – Prophet 1, Prophet 5, Prophet 600, E-Mu Simulator, E-Mu Custom Programmable Synth, moog, MTI Synergy, Pe Polyrhythmic Sequencer, Compulab Digital Sequencer, Syntec Custom Digital drum machine, batteria Simmons, Quantec Room Simulator, Roland SDE 3000, Hill Multi Mixer.
- Johannes Schmoelling – Jupiter-8, PPG Wave 2.3 Waveterm, EEH CM 4 digital sequencer, batteria digitale Bohm, batteria Roland TR 808, mini moog, Korg monopoly, Roland SDE 3000 Delay, Canproduct Mixer, MXR 01 Digital Reverb, MXR Digital Delay, Boss Overdrive/Flanger.

## Fonte
- https://web.archive.org/web/20121230024735/http://www.voices-in-the-net.de/